# Tranent

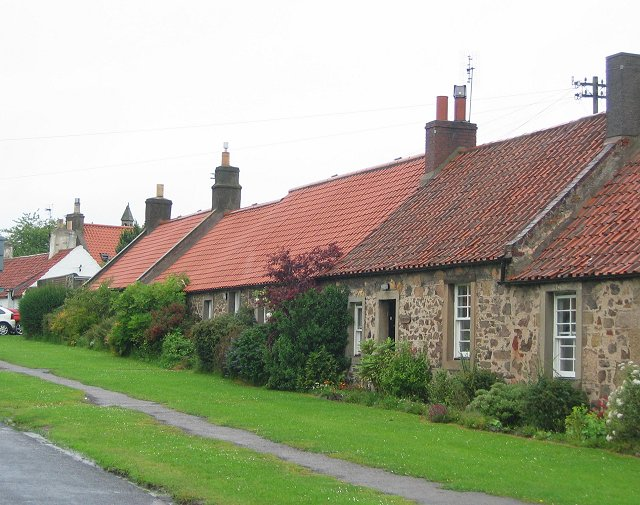
Le village

Tranent est une ville britannique de l’East Lothian, en Écosse. Elle est près de la route A1 et environ à 18 km d’Édimbourg. Elle est l’une des plus anciennes villes de l’East Lothian, et a été construite à environ 90 mètres (300 pieds) au-dessus du niveau de la mer.

## Histoire

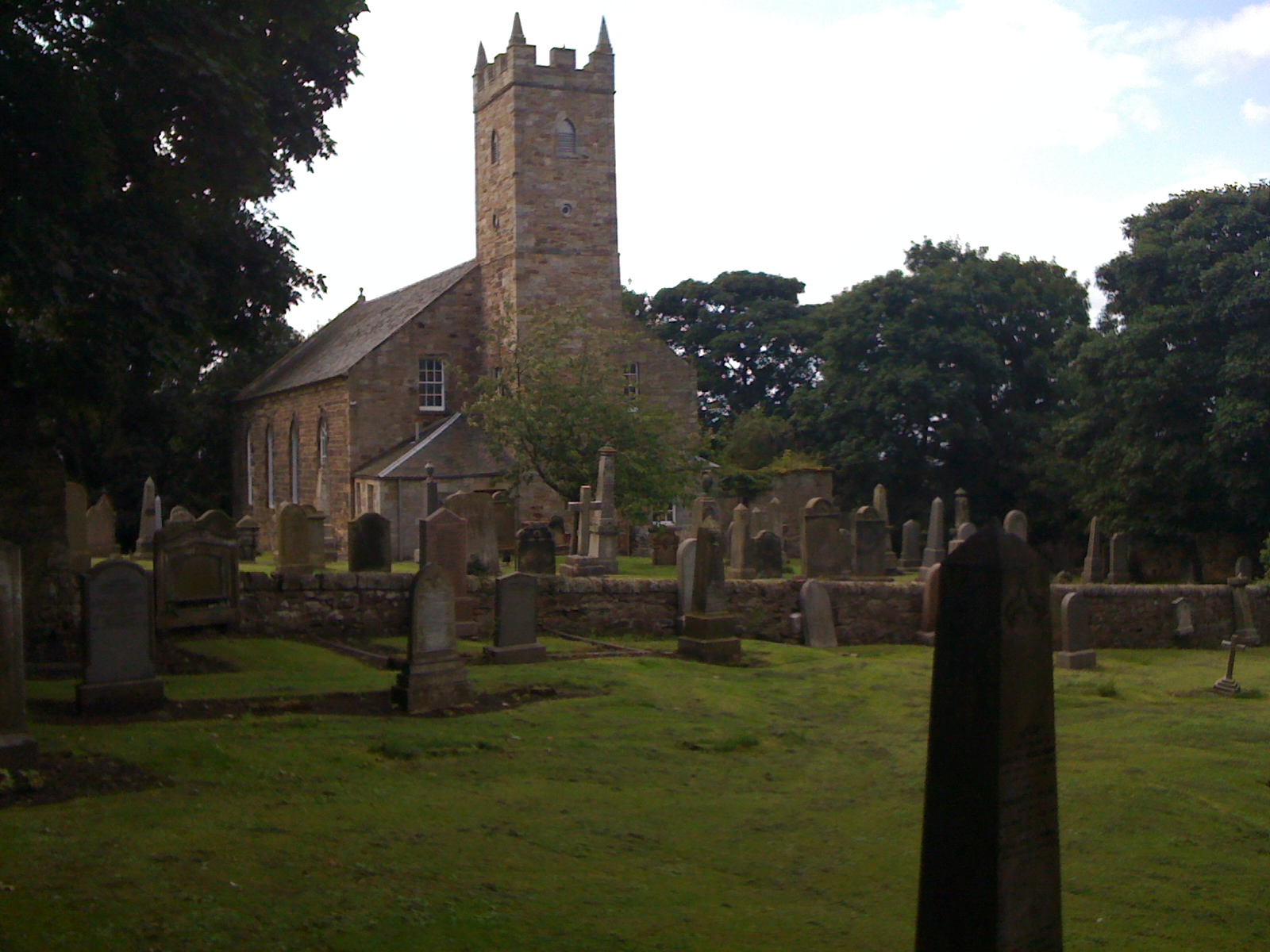
Un cimetière de Tranent

Le nom est d’origine Brythonic (britannique celtique), contenant éventuellement les éléments Tre et Nant, ce qui signifie « la ville de la rivière ». Le charbon dans Tranent a d’abord été travaillé au XIIe siècle. À Édimbourg, c’est là que le Tranent milice anti-émeute et le massacre de Tranent ont eu lieu en 1797, beaucoup de personnes ont été tués par des soldats après avoir protesté contre la conscription de l'armée britannique.

## Économie
Les mines de charbon ont été fermées en 1958, mais plusieurs entreprises restent dans la ville. La ville a une usine qui fabrique des batteries pour voitures, et un centre qui construit des panneaux solaires. À l’est de la ville se trouve une centrale électrique au charbon, et à l’ouest il y a un barrage hydroélectrique sur le Prestonpans. Il y a trois parcs industriels dans la région : les parcs industriels de Macmerry (à 2 km), Eastfield (à 3 km) et Cockenzie (à 4 km). Il y a beaucoup d’emplois dans les commerces locaux et autres services professionnels. Plusieurs grandes entreprises travaillent autour du Tranent, comme IBM et Tesco, qui ont leurs quartiers généraux dans un parc industriel à 5 km.

## Sites touristiques
- Le musée de Prestonpans (à 2 km à l’est) raconte l’histoire de la région au cours des siècles précédents, y compris une exposition sur la bataille qui a eu lieu en 1745, pendant les guerres jacobites (les guerres entre les Écossais et les Anglais pour déterminer qui devait être le roi). Il y a également un musée sur le charbon et ses mineurs. Plusieurs cinéastes ont tournés des films ici, comme Braveheart et Rob Roy.
- Le château d’Elphinstone (à 2 km à l’ouest) est un château écossais du XVe siècle.
- Le parc de Tranent est le plus grand parc en Europe pour des oiseaux aquatiques. Il y a une exposition sur la faune et la flore locales.
- La plage de Cockenzie (à 4 km à l’ouest) a une belle vue sur Firth of Forth.
- La plage d’Athelstaneford (à 5 km au nord-est) est le lieu où le drapeau national écossais, « l'Écosse des croix », a été créé pour la première fois en 832 AD.

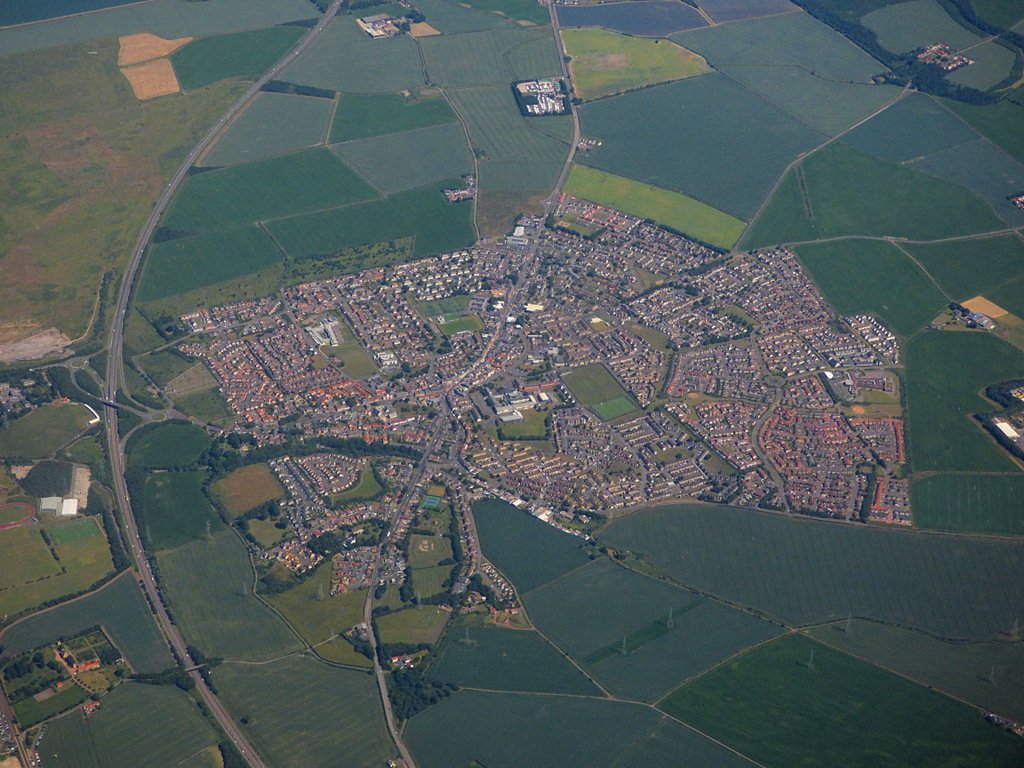
Vue aérienne, 3 juillet 2018
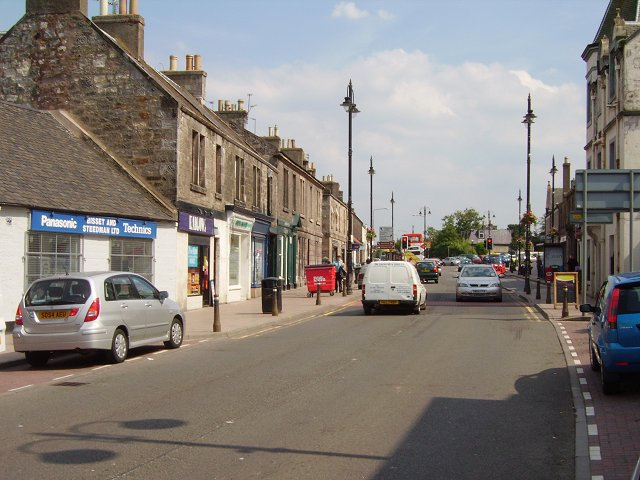
Rue principale de Tranent
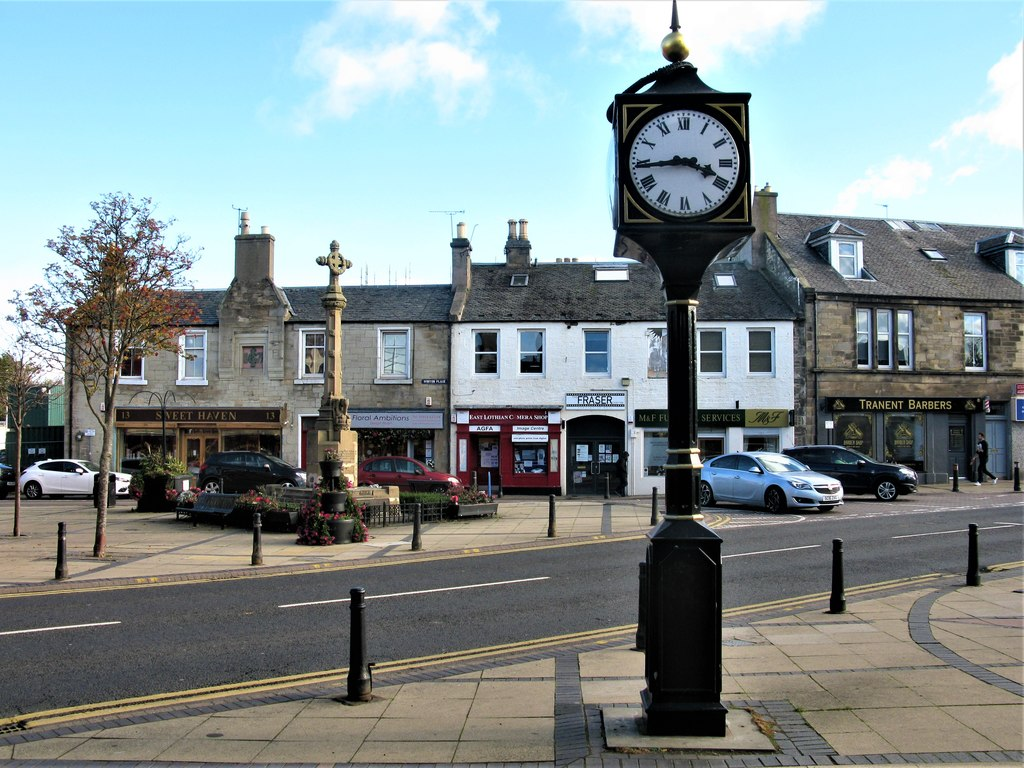
Horloge et monument aux morts
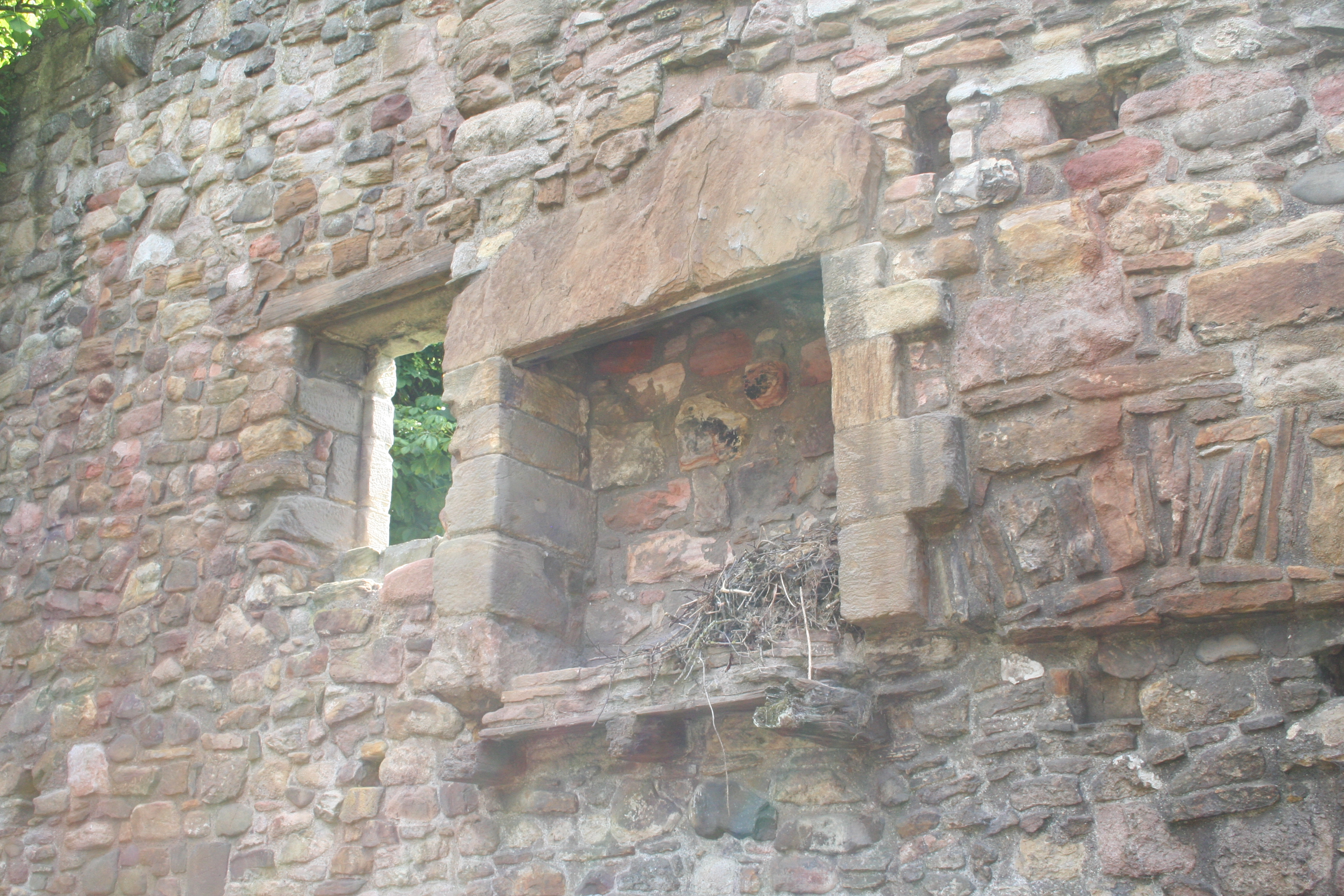
Ruines du moulin de Seton

## Éducation
Il y a trois écoles primaires : St Martin’s primaire, Windygoul primaire et Tranent primaire. L’école secondaire est Tranent Academy.
Tranent est aujourd'hui considéré comme une ville de banlieue.

## Littérature
Le poète écossais William Dunbar raconte dans un de ces poèmes la complainte de la Makaris, et quelques passages parlent de Tranent. Son poème date du XVe siècle. 
Ses autres œuvres n’ont jamais été retrouvées.

## Personnalités
- L’acteur Gordon Kennedy, apparait dans le sketch show Absolutely (en), et sur des photographies de Tranent.
- Neil Martin, joueur de football, a eu une très grande carrière à Tranent.

## Référence
- (en) Cet article est partiellement ou en totalité issu de l’article de Wikipédia en anglais intitulé « Tranent » (voir la liste des auteurs).